# Medinilla tayabensis
Medinilla tayabensis är en tvåhjärtbladig växtart som beskrevs av Elmer Drew Merrill. Medinilla tayabensis ingår i släktet Medinilla och familjen Melastomataceae. Inga underarter finns listade i Catalogue of Life.